# ميخائيل دونز
ميخائيل دونز (بالإنجليزية: Michael Downs)‏ هو لاعب كرة قدم أمريكية أمريكي، ولد في 9 يونيو 1959 في دالاس في الولايات المتحدة.

## وصلات خارجية
- ميخائيل دونز على موقع مرجع كرة القدم المحترفة.كوم (الإنجليزية)